# Championnat du Burundi de football 2010
Navigation
Saison suivante
La saison 2010 du Championnat du Burundi de football est la quarante-septième édition de la Ligue A, le championnat de première division au Burundi. Les douze meilleures équipes du pays sont regroupées au sein d’une poule unique où ils s’affrontent deux fois au cours de la saison, à domicile et à l’extérieur. En fin de saison, les deux derniers du classement sont relégués et remplacés par les deux meilleurs clubs de deuxième division (le champion de la zone de Bujumbura et le champion de l'Intérieur).
C'est le club de Vital’O FC, tenant du titre, qui est à nouveau sacré cette saison après avoir terminé en tête du classement final, avec onze points d’avance sur InterStar et douze sur Atlético Olympic. Il s’agit du dix-septième titre de champion du Burundi de l’histoire du club.

## Qualifications continentales
Le champion du Burundi se qualifie pour la Ligue des champions de la CAF 2011 et la Coupe Kagame inter-club 2011 tandis que le vainqueur de la coupe nationale (ou le vice-champion si la Coupe n'est pas organisée) obtient son billet pour la Coupe de la confédération 2011.

## Les clubs participants
| - Vital’O FC - InterStar - Atlético Olympic - LLB Académic - Académie Tchité FC - Prince Louis FC | - Muzinga FC - Espoir Mutimbuzi - Flamengo de Ngagara - Union Sporting Bujumbura - Wazee FC - Delta Star de Gatumba |

## Compétition
Le barème utilisé pour établir le classement est le suivant :
- Victoire : 3 points
- Match nul : 1 point
- Défaite : 0 point

### Classement
| Rang | Équipe                   | Pts | J  | G  | N | P  | Bp | Bc | Diff |
| ---- | ------------------------ | --- | -- | -- | - | -- | -- | -- | ---- |
| 1    | Vital’O FCT              | 56  | 22 | 18 | 2 | 2  | 57 | 16 | +41  |
| 2    | InterStar                | 45  | 22 | 13 | 6 | 3  | 41 | 18 | +23  |
| 3    | Atlético Olympic         | 44  | 22 | 13 | 5 | 4  | 47 | 21 | +26  |
| 4    | LLB Académic             | 35  | 22 | 10 | 5 | 7  | 46 | 23 | +23  |
| 5    | Académie Tchité FC       | 33  | 22 | 8  | 9 | 5  | 29 | 22 | +7   |
| 6    | Prince Louis FC          | 32  | 22 | 8  | 8 | 6  | 26 | 27 | -1   |
| 7    | Muzinga FC               | 27  | 22 | 6  | 9 | 7  | 27 | 25 | +2   |
| 8    | Espoir Mutimbuzi         | 22  | 22 | 5  | 7 | 10 | 22 | 40 | -18  |
| 9    | Flamengo de Ngagara      | 21  | 22 | 5  | 6 | 11 | 24 | 39 | -15  |
| 10   | Union Sporting Bujumbura | 20  | 22 | 4  | 8 | 10 | 23 | 44 | -21  |
| 11   | Wazee FC                 | 19  | 22 | 4  | 7 | 11 | 16 | 37 | -21  |
| 12   | Delta Star de Gatumba    | 4   | 22 | 0  | 4 | 18 | 10 | 56 | -46  |

|  | Qualification pour la Ligue des champions de la CAF 2011 et la Coupe Kagame inter-club 2011 |
|  | Qualification pour la Coupe de la confédération 2011                                        |
|  | Relégation directe en deuxième division                                                     |
|  | T : Tenant du titre                                                                         |

## Bilan de la saison
| Championnat du Burundi de football 2010 |                        |
| Champion                                | Vital’O FC (17e titre) |
| Coupes et trophées                      |                        |
| Vainqueur de la Coupe du Burundi 2010   | Inconnu                |
| Qualifications continentales            |                        |
| Ligue des champions de la CAF 2011      | Vital’O FC             |
| Coupe de la confédération 2011          | InterStar              |
| Coupe Kagame inter-club 2011            | Vital’O FC             |
| Promotions et relégations               |                        |
| Promus en Ligue A                       | Maniema Fantastique    |
| Promus en Ligue A                       | Royal FC de Muramvya   |
| Relégués en Ligue B                     | Wazee FC               |
| Relégués en Ligue B                     | Delta Star de Gatumba  |